# آدرین فن در دونک
آدرین فن در دونک (به هلندی: Adriaen van der Donck)(زادهٔ پیرامون ۱۶۱۸- مرگ پیرامون ۱۶۵۵) قانوندان و زمین‌دار هلند نو بود. شهر یانکرس، نیویورک به افتخار او و برپایهٔ لقبش ؛ یونکر (ارباب)؛ نام‌گذاری شده‌است.
او که به میهن تازه‌اش –هلند نو- عشق می‌ورزید در اموری مانند پدیدآوردن آبراهه‌ها، سبزی‌کاری، پرورش حیوانات و کوچ مهاجران تازه اهتمام ورزید.
فن در دونک دانش‌آموختهٔ دانشگاه لایدن در رشتهٔ حقوق بود. در آن روزگار لایدن مرکزی برای کوشش برای آزادی مذهبی و نیز رزم با سانسور بود. او در ۱۶۴۱ به ینگه دنیا کوچید و در مستعمرهٔ هلندی این قاره منصبی به دست آورد.
به نظر می‌رسد او در یکی از تازش‌های سرخ‌پوستان در مزرعهٔ شخصی‌اش کشته شده‌باشد.